# سكوت ماسون
سكوت ماسون (27 يوليو 1976 في أستراليا - 9 أبريل 2005 في أستراليا) (بالإنجليزية: Scott Mason)‏ هو لاعب كريكت أسترالي. لعب مع فريق تسمانيا للكريكت.

## وصلات خارجية
- سكوت ماسون على موقع إي آس بي آن كريك إنفو (الإنجليزية)